# Álfablót
|  | Dieser Artikel wurde auf der Qualitätssicherungsseite der Redaktion Mythologie eingetragen. Bitte hilf mit, diesen Artikel zu verbessern, und beteilige dich an der Diskussion. |

Das Álfablót  (altnord., „Opfer an die Alben“) oder Elfenopfer ist ein heidnisches skandinavisches Opfer für die Elfen. Es ist durch die altnord. Literatur in drei Fällen überliefert. Die erste Erwähnung stammt aus den Austrfararvísur des Skalden Sigvatr Þórðarson (auch: Sighvatr Þórðarson, Sigvat Tordarson) von einer Reise nach Schweden, die er im Herbst 1018 unternommen hatte. Er erzählt, dass er an mehreren Höfen abgewiesen wurde, da dort gerade das á. abgehalten wurde. Aus der ironisierenden Beschreibung scheint hervorzugehen, dass dieses Opfer ihm aus Norwegen nicht bekannt war. 
Dies ist die einzige ausdrückliche Erwähnung des á., jedoch erzählt die Kormáks saga von einer anderen Art von Opfer an die Alben, wo dem verwundeten Þórvarðr empfohlen wird, das Blut eines Stieres auf einen von Alben bewohnten Hügel zu gießen und ihnen vom Fleisch ein Mahl zu bereiten: dieses Ereignis fällt nach der internen Chronologie dieser Sage in die 2. Hälfte des 10. Jh., die Sage selbst ist jedoch erst in der 1. Hälfte des 13. Jh. entstanden, so dass man diesen Glauben an eine Heilkraft der Alben, falls nicht überhaupt fiktiv, erst für diese Zeit annehmen kann.
Die dritte Nennung bezieht sich auf den nach glückbringender Herrschaft in Geirstad begrabenen König Oláfr Guðrøðarson, der nach seinem Tod von der Bevölkerung Geirstaðaálfr genannt wurde und dem Opfer dargebracht wurden (Ynglinga saga 48, 49); sein Ururgroßvater König Hálfdan hvítbeinn wird in einer Strophe als brynjálfr bezeichnet, wobei dies jedoch als eine Kenning und nicht als Beiname zu betrachten ist (Ynglinga saga 44).
Auch wenn heute nichts Sicheres über das á. belegt ist, so ist es dennoch möglich, dass Alben (im Gegensatz zu den Zwergen) ein gewisser Kult gewidmet war.

## Álfablót
Das Álfablót wurde gegen Ende des Herbstes zelebriert, als die Ernte eingebracht wurde und die Tiere am fettesten waren. Im Gegensatz zu den großen Blóts in Uppsala und Mære war der Álfablót eine lokale Feier auf den Gehöften und wurde hauptsächlich von der Hausfrau verwaltet. Über die besonderen Riten ist nichts bekannt, da sie von Geheimhaltung umgeben waren und Fremde während der Feierlichkeiten nicht in den Heimstätten willkommen waren. Da die Elfen jedoch kollektive Kräfte mit einer engen Verbindung zu Vorfahren und Fruchtbarkeit waren, ist es möglich, dass der Álfablót die Ahnenverehrung und die Lebenskraft der Familie betraf. Es scheint auch, dass Odin impliziert wurde und dass der Hausherr bei der Verwaltung der Riten Ölvir genannt wurde. Die erste Silbe von Ölvir bedeutet „Bier“, welches ein wichtiges Element bei den nordischen heidnischen Opfern war.
Es gibt einen bemerkenswerten Bericht (Austrfararvísur) über die Zeremonie des norwegischen Skalden Sigvat Tordsson.

## Austrfararvísur
Sigvat Tordsson hat in seinem skaldischen Gedicht Austrfararvísur von seiner Reise nach Schweden berichtet. Sighvatr Sturluson und seine Gefährten waren auf eine diplomatische Mission nach Skara in Västergötland geschickt worden und sollten Jarl Ragnvald Ulfsson treffen, aber sie waren noch nicht am Ziel angekommen und mussten Nachtquartiere finden.
Nach einer anstrengenden Reise kamen Sighvatr und seine Gefährten zu einem Hof namens Hof an, der wahrscheinlich mit dem heutigen Stora Hov in der Nähe von Edsvära in Västergötland zu identifizieren ist. Sie erwarteten nach den Gesetzen der Gastfreundschaft empfangen zu werden, aber die Tür blieb geschlossen. Sighvatr musste seine Nase in eine enge Öffnung stecken, um sich zu präsentieren, aber die Leute des Haushalts lehnten ab, indem sie sagten, dass der Ort heilig sei. Sighvatr gab zurück, dass die Trolle sie mitnehmen sollten und ging weiter zum nächsten Gehöft.
Auf der nächsten Farm traf er eine Frau, die ihm sagte, er solle weggehen und sagte: „Geh nicht weiter hinein, unglücklicher Mann! Wir haben Angst vor Odins Zorn; wir sind Heiden!“ Dann jagte sie ihn weg, als ob er ein Wolf sei und sagte, dass sie das Elfenopfer auf dem Gehöft hatten.
Sie versuchten es noch dreimal, um einen Platz zum Ausruhen zu finden, aber alle Male wurden sie von Männern verjagt, die sich Ölvir nannten. Dann beschlossen sie, den Mann zu suchen, der angeblich der gastfreundlichste Mann im Bezirk war. Der letzte Mann blickte sie nur finster an und nannte den Mann den „Wächter der Spitzhacke“. Sighvatr sagte, wenn dieser Mann der „beste Mann“ sei, müsse der schlimmste Mann wirklich böse gewesen sein.

## Kormáks-Saga
In der Kormáks saga gibt es einen Bericht darüber, wie man den Elfen Opfer gebracht hat, um eine Schlachtwunde zu heilen. Im Gegensatz zu den Opfern, die Sigvatr beschrieben hat, scheint dies ein Opfer gewesen zu sein, das zu jeder Zeit des Jahres hätte ausgeführt werden können:
Hún segir: „Hóll einn er héðan skammt í brott er álfar búa í. Graðung þann er Kormákur drap skaltu fá og rjóða blóð graðungsins á hólinn utan en gera álfum veislu af slátrinu og mun þér batna.“
Hún sagt: „Ein Hügel ist dort“, antwortete sie, „nicht weit weg von hier, wo Elfen ihren Lieblingsplatz haben. Jetzt hol dir den Stier, den Cormac getötet hat, und röte die Außenseite des Hügels mit seinem Blut und mach ein Festmahl für die Elben mit ihrem Fleisch. Dann wirst du geheilt werden.“

## Belege
1. 1 2 3 4 5  
Mats G. Larsson: Götarnas Riken: Upptäcktsfärder Till Sveriges Enande. Bokförlaget Atlantis AB, 2002, ISBN 978-91-7486-641-4.
2. 1 2 3  
G. Steinsland, P. Meulengracht Sørensen: Människor och makter i vikingarnas värld. 1998, ISBN 91-7324-591-7.
3. ↑  Sigvatr Þórðarson: Austrfararvísur (Memento des Originals vom 24. September 2012 im Internet Archive)  Info: Der Archivlink wurde automatisch eingesetzt und noch nicht geprüft. Bitte prüfe Original- und Archivlink gemäß Anleitung und entferne dann diesen Hinweis. In: hi.is abgerufen am 6. Dezember 2017. („Gakkattu inn“, kvað ekkja, „armi drengr, en lengra. Hræðumk ek við Óðins, erum heiðnir vér, reiði.“)
4. ↑  
Kormáks saga In: snerpa.is abgerufen am 6. Dezember 2017.
5. ↑  
Chapter 22, What the Witch Did for Them in Their Fights, in an English translation called „The Life and Death of Cormac the Skald“ (Memento vom 7. Januar 2007 im Internet Archive)